# Санта-Сузанна
Са́нта-Суза́нна (итал. Chiesa di Santa Susanna) — титулярная церковь, расположенная на Пьяцца ди Сан-Бернардо на Квиринальском холме в Риме, на территории бывших терм Диоклетиана. Памятник истории и римской архитектуры XVII века.
Церковь Санта-Сузанна является титулярной церковью. Кардиналом-священником с титулом церкви Санта-Сузанна с 25 мая 1985 года по 20 декабря 2017 года был американский кардинал Бернард Фрэнсис Лоу, поэтому церковь Санта-Сузанна была национальной церковью католиков США. В 2017 году церковь вернули цистерцианскому монастырю Римской епархии. В настоящее время ей владеет женская монашеская община ордена  цистерцианцев Сан-Бернардо (посвящённая св. Бернару Клервоскому).

## История
Первая церковь построена в IV веке на месте дома братьев Гая и Габиния (итал.  casа di Gaio е Gabinio ), предполагаемого места мученичества Святой Сусанны Римской. Около 280 года этот дом стал местом собраний и совместных молитв христианской общины (лат.  Domus Ecclesiae). Габиний был отцом Святой Сусанны, а Гай в 283—296 годах избирался епископом  Рима. Около 800 года Папа римский Лев III перестроил скромную домашнюю церковь, а при Папе  Сиксте IV в 1475 году церковь Св. Сусанны отреставрировали и расширили .
Раскопки, проведённые в XIX в., выявили под алтарём и нефом церкви остатки древнеримского дома. Теперь их можно увидеть сквозь частично застеклённый пол ризницы церкви. При раскопках 1990 года был обнаружен римский саркофаг с фрагментами росписи .
7 октября 1587 года Папа Сикст V сделал церковь Св. Сусанны резиденцией женской монашеской общины цистерцианского ордена Сан-Бернардо. Титулярная церковь с 1937 года перешла в управление американским кардиналам и стала национальной церковью американских католиков. В 2017 году церковь вернули цистерцианскому монастырю.
В ризнице монахинь-цистерцианок сохранились фрески VII века, относящиеся к  раннехристианской постройке, а на уровне фундамента — фрагменты мозаик эпохи римской империи. Они обнаружены во время археологических раскопок, проведенных в 1990-х годах .

## Архитектура
Архитектура церкви Санта-Сузанна является результатом нескольких перестроек. Последняя по времени проводилась под руководством архитектора Карло Мадерна, в 1603 году. Композиция фасада характерна для раннего римского барокко, или переходного ренессансно-барочного стиля, который позднее, после постановлений  Тридентского собора, стали именовать «стилем контрреформации», «стилем иезуитов», или «трентино». Канонический образец такого стиля был дан в соборной церкви ордена иезуитов в Риме — Иль-Джезу («Во имя Иисуса»). Фасад этой церкви построен по проекту  Джакомо делла Порта в 1580—1584 годах. Другая церковь иезуитов в Риме — Сант-Иньяцио (посвящённая основателю ордена иезуитов Св. Игнатию де Лойоле). Этим образцам следовали римские архитекторы при строительстве малых  конгрегационных церквей с обязательной симметрией главного фасада в два яруса с треугольным фронтоном и волютами по сторонам. Похожим образом скомпонован фасад находящейся рядом церкви Санта-Мария-делла-Виттория . 
В композиции фасада церкви Санта-Сузанна классицистическая симметрия сочетается с типично барочными приемами: раскреповками антаблемента, «набегающими» к центру фасада, сдвоенными полуколоннами и пилястрами, сочетанием треугольного и лучкового фронтонов, статуями в нишах.

## Интерьер
Интерьер церкви оформлен в стиле барокко, характерного для середины XVII века. Церковь имеет один неф и пресбитерий, отделённый балюстрадой. Боковые стены нефа расписаны в 1595 году Бальдассаре Кроче фресками, изображающими сцены из жизни Святой Сусанны. Другие картины из историй святых мучеников, мощи которых также хранятся в церкви, создали Чезаре Неббиа и Парис Ногари. Колонны, обрамляющие фрески нефа, добавлены в 1620-х годах. Алтарную картину «Мученичество Святой Сусанны» написал Томмазо Лаурети из Палермо.
Кессонный деревянный потолок украшен орнаментальной резьбой, позолотой и росписью. В центре — изображение Мадонны с гербами семьи Рустикуччи по сторонам (кардинал Джироламо Рустикуччи был патроном церкви между 1570 и 1597 годами).
Капелла Перетти (слева) была спроектирована Марсилио Фонтана ди Мелиде, братом более известного Доменико Фонтана; в 1597 году он умер здесь во время работ. В капелле представлены различные картины, в том числе «Мученичество Святого Лаврентия» Чезаре Неббиа и «Крещение Святого Дженезия» Бальдассаре Кроче.
За апсидой церкви, отделенной от неё железной оградой, находится хор монахинь, построенный в 1596 году кардиналом Джироламо Рустикуччи. Фрески на стенах приписываются Франческо Меццетти. Церковный орган создан братьями Руффатти в 1965 году. По воскресеньям в церкви поёт хор монахинь-цистерцианок.
В церкви похоронен известный римский скульптор Филиппо делла Валле.

## Подражания
- Костёл и монастырь кармелиток босых (Львов)